# 小樽高等商業学校
| 小樽高等商業学校 （小樽高商） | 小樽高等商業学校 （小樽高商） |
| ----------------------------- | ----------------------------- |
| 創立                          | 1910年                        |
| 所在地                        | 北海道小樽区 （現‧小樽市）    |
| 初代校長                      | 渡辺龍聖                      |
| 廃止                          | 1951年                        |
| 後身校                        | 小樽商科大学                  |
| 同窓会                        | （社）緑丘会                  |

小樽高等商業学校（おたるこうとうしょうぎょうがっこう）は、1910年（明治43年）3月に設立された旧制専門学校であり、略称は「小樽高商」（-こうしょう）である。
なお、この項目では改称後の「小樽経済専門学校」（-けいざいせんもんがっこう）についても記述する。

## 概要
- 全国5番目の官立高等商業学校として発足した。北海道においては札幌農学校（現在の北海道大学）に次いで2番目に設立された高等教育機関である。
- 実践的な商業教育を重視する一方、外国語教育にも力を入れ、高商でありながら伊藤整・小林多喜二の2大文豪を生んだことでも知られる。
- 第二次世界大戦中に小樽経済専門学校（小樽経専）と改称された。
- 第二次世界大戦後の学制改革に際して、官立高商のなかで唯一単独での新制大学に移行し小樽商科大学の構成母体となった。
- 卒業生により同窓会「緑丘会」（当初は「小樽高商同窓会」）が組織されている。

## 沿革

### 設立の経緯
小樽高等商業学校が設立される以前、官立高商は東京・神戸・山口・長崎の4校が存在していたが、すべて東京以西であった。第5高商の誘致に際し、小樽と函館・仙台が誘致を争うこととなったが、当時国内におけるニシン漁の中心であり、樺太やウラジオストクとの交易で繁栄していた小樽が、建設費370,000円のうち200,000円を拠出することを決定して高商の誘致を成功させ、北海道はもちろん東日本では初の官立高商となった。
1910年（明治43年）3月に設立（官制公布）された小樽高商は、翌1911年4月に修業年限3年の本科を設置して開校し、初代校長には東京高師教授・東京音楽学校校長などを歴任した渡邊龍聖が就任した。北海道では札幌農学校（現在の北海道大学）に次ぎ設置された高等教育機関であるが、戦前の北大は農学部など理系学部のみで構成されていたことから、道内においては文科系の官立高等教育機関として唯一のものであった。

### 教育・研究・課外活動の発展
設立当初の小樽高商は教育方針として先行の神戸高商と同様、実業教育に重点を置き、旧制中学校のみならず（甲種）商業学校（現在の高等学校商業科に相当）出身者にも門戸を広げ、商業実践・企業実践・商品実験に加え商業英語を重視した。1919年に竣工した企業実践科の「実習工場」は、授業の一環として石鹸の製造から販売までを実習として行うものであり、その商品は「高商石鹸」の名で知られた。さらに渡邊校長の方針により外国人教師を多数任用し、英語以外にも独・仏・露・西・中などの語学教育を充実させたことから、「北の外国語学校」と称された。小樽高商卒業生として作家・伊藤整が出たのは外国語教育の充実、プロレタリア文学の小林多喜二が生まれたのは1925年（大正14年）の軍事教練反対運動に代表される左派の学生運動の高まりと関わりを持っている。また、高商のなかでは北方地域への関心が高く、1913年7月には3年生24名が沿海州ウラジオストクへの修学旅行を行っている。
2代目校長・伴房次郎時代にはゼミナール制（1931年）・指導教官制（1932年）などの教育の充実と並行して研究活動も盛んになり、1926年7月の紀要誌『商学討究』創刊を基礎に、1933年には研究機関として北海道経済研究所を設置した。課外活動では北大予科とのスポーツ定期戦が開催されたほか、寒冷地に位置することからウィンタースポーツが盛んであり、1931年には図書館裏にシャンツェ（スキージャンプの跳躍台）が竣工し、1933年1月には第1回全国高専スキー大会で優勝した。その一方、東京高商の大学昇格に見られる大正期以降の高等教育拡充の動きのなかで、1918年には小樽高商でも大学昇格運動が起こっているが、渡邉校長の消極的態度もあって挫折している。

### 「国士」苫米地校長と戦時体制
小樽高商はつづく第3代校長・苫米地英俊のもとで体制を一新した。彼は学校運営に辣腕をふるい、創立25周年記念事業として研究資金200,000円の募集を進め、卒業生を対象とする修業年限1年の「研究科」設置を構想し、1937年にはこれと呼応するように小樽市議会により小樽高商の商科大学昇格案が出されたが、戦時体制の進行のなかでいずれも挫折した。その一方で苫米地は生徒の体力向上の観点からスポーツを奨励し、 1936年2月の第4回冬季五輪には生徒の宮島巌が出場している。
1930年代後半以降、戦時体制が本格的に進行すると、「国士」的風格を持つ国家主義者であった苫米地は、小樽高商をこの体制に最大限協力させることで、高商を高工（工専）化しようとする軍部の圧力から守り、他のいくつかの官立高商が強いられた工専への転換を回避し、小樽経済専門学校への改編（1944年4月）に止めることに成功した。しかし反面、彼の専制的な学校運営は、学内のリベラル派の教官たちの反発を呼び、1942年9月には苫米地と衝突した手塚寿郎教授が上海の東亜同文書院大学に転出する事件も起こった。また一方で戦中には、高商に多数雇用されていた外国人教師に対しての当局の監視・弾圧が強まり、マッキンノンとスミルニツキーが「スパイ容疑」を理由に検挙された。

### 新制への移行
戦後になり学園の民主化が進行すると、苫米地校長の専制的な運営に対し長年蓄積していた教員・生徒の不満が噴出した。苫米地は政界への転身を理由に1946年3月、校長を辞任したため、小樽経専における戦後体制への移行は第4代校長の大野純一によって進められた。同年の創立35周年を機に、商科大学への昇格運動が再び盛り上がり、教職員や同窓会、小樽市が一体となって運動が進められた。経専については北海道大学（戦後、北海道帝国大学を改称）の経済学部の母体として包括する案もあったが、昇格運動の結果、GHQは「国立大学は一県一大学」原則の例外を認めて、道内には北大に加えて新制小樽商科大学の2つの国立大学が設置されることとなった。これにより小樽経専は、官立経専において唯一単独で大学に昇格することに成功し、1949年5月の小樽商大の発足に伴って同大学に包括、1951年3月に最後の卒業式を挙行し廃校となった。
戦時期の1944年9月、北方経済研究所（北海道経済研究所が経専への改組と同時に改称）の機関誌として『商学討究』から『北方経済研究』へと改題していた経専の紀要誌は、戦後の1946年6月、『社会経済研究』に再び改題され、新制移行後の1950年12月に『商学討究』の旧題に復し、小樽商大の研究紀要誌として現在に至っている。

### 年表
- 1905年
  - 小樽区会、高等商業学校の誘致に乗り出す。
- 1906年
  - 11月：官立第6高商の小樽設置が内定。
- 1910年
  - 3月：文部省直轄諸学校官制改正により設立。本科設置（修業年限3年）。
- 1911年
  - 5月：第1回新入学者宣誓式。72名が入学。授業開始。
- 1913年
  - 7月：3年生がウラジオストク方面に修学旅行。
  - 11月：第1回外国語部大会。
- 1914年
  - 3月：第1回卒業式。50名が卒業。
- 1918年
  - この年、大学昇格運動が起こる。
- 1919年
  - 2月：企業実践科の実習工場完成。
- 1924年
  - 4月：この年度より3学期制を3学期制に変更。
- 1925年
  - 7月：成人講座の開始。
  - 10月15日：この日行われた軍事教育野外演習を契機に、学生による軍事教練反対運動に発展[7]。
  - 11月13日：軍事教練反対運動に参加した学生16人に無期停学処分[8]。
- 1926年
  - 4月：校内に第14臨時教員養成所（英語科）が設置。
  - 7月：『商学討究』創刊。
- 1930年
  - 3月：臨時教員養成所廃止。
- 1931年
  - 4月：ゼミナール制度の実施。
- 1932年
  - 1月：校歌の制定
  - 4月：指導教官制実施。
- 1933年
  - 1月：第1回全国高専スキー大会で優勝。
  - この年、北海道経済研究所を設置。
- 1936年
  - 2月：第4回冬季五輪に本校から宮島巌が出場。
  - 7月：校旗制定。
  - 10月9日：昭和天皇の行幸[9]。
- 1937年
  - 2月：小樽市議会で本校の大学昇格運動を決議。
- 1938年
  - 4月：中国語を第1外国語とする「東亜科」の設置。
  - 12月：小樽高商同窓会を社団法人緑丘会に改組。
- 1939年
  - 7月：学生5名を「興亜勤労報告隊」として満洲国などに派遣。
- 1940年
  - 11月：校友会を解散し「報国団」を結成。
- 1941年
  - 9月：「学徒報国隊」の結成。文部省より繰り上げ卒業の指示が出される。
  - 10月：徴兵延期期間の短縮が決定。
  - 12月：外国人教師D・マッキンノンの検挙。繰り上げ卒業式。
- 1943年
  - 10月：徴兵延期撤廃による学徒出陣。
- 1944年
  - 4月：小樽経済専門学校に改称。北海道経済研究所を北方経済研究所に改組。
  - 5月：外国人教師C・N・スミルニツキーの検挙。
  - 9月：『商学討究』を『北方経済研究』と改題。
- 1945年
  - 11月：学生大会で校内の民主化を要求。
  - 12月：専修科（修業年限1年）を設置し募集・試験。
- 1946年
  - 4月：学友会発足。
  - 6月：『北方経済研究』を『社会経済研究』と改題。
  - 9月：緑丘会総会で大学昇格を決議。
- 1947年
  - 4月：女子学生の入学を許可。3名が入学。
- 1948年
  - 8月：新制大学への単独昇格が内定。
- 1949年
  - 5月：国立学校設置法にもとづき小樽商科大学が設立され包括される。
- 1951年
  - 3月：最後の卒業式。廃校。

## 歴代校長
- 初代 渡辺龍聖（1911年1月26日-1921年11月）
  - 東京高等師範学校教授からの転任。名古屋高等商業学校校長に転じ退任。
- 第2代 伴房次郎（1921年11月-1935年4月）
- 第3代 苫米地英俊（1935年4月-1946年3月）
  - 総選挙出馬のため辞職し、濱林生之助が校長代理（1946年3月-1946年5月）
- 第4代 大野純一（1946年5月-）
  - 小樽商科大学初代学長（1949年5月-1957年11月）

## 校地とその継承
設立から小樽商大へ移行して現在に至るまで小樽市緑の校地（設立時点では市制が施行されておらず小樽区）が維持されている。緑校地は高商生から「緑丘」（りょくきゅう）の愛称で呼ばれ、同窓会である緑丘会の名称の由来ともなった。

## 著名な出身者

### 学術・文化
- 朝倉和夫 - 公認会計士。元札幌商科大学教授
- 石河英夫 - 小樽商科大学名誉教授。元札幌商科大学学長。東京商科大卒
- 板垣与一 - 経済学者。一橋大学名誉教授。東京商科大（現・一橋大）卒
- 伊藤森右衛門 - 経営学者。第7代小樽商科大学学長。神戸商業大（現・神戸大）卒
- 伊藤整 - 小説家、文芸評論家、東京商科大中退
- 岩城禮三 - 言語学者、札幌医科大学名誉教授
- 大平善梧 - 一橋大学名誉教授、青山学院大学学長、外務省顧問。東京商科大卒
- 金巻賢字 - 元・札幌商業高等学校校長。元小樽商科大学短期大学部教授
- 木曽栄作 - 小樽商科大学名誉教授、小樽女子短期大学学長
- 北村正司 - 小樽商科大学短期大学部名誉教授、小樽女子短期大学学長
- 黒坂正次 - 元函館短期大学学長
- 小林多喜二 - 作家
- 實方正雄 - 大阪市立大学名誉教授、小樽商科大学名誉教授・元学長。東北帝大卒
- 佐藤裕 - 函館大学3代学長。元函館有斗高等学校校長
- 高浜年尾 - 俳人。高浜虚子の長男
- 野又貞夫 - 学校法人野又学園初代理事長、函館大学初代学長、函館短期大学元学長
- 比良暮雪 - 俳人、北海製紙取締役・監査役
- 松原地蔵尊 - 俳人、山一証券取締役・監査役。東京商科大卒
- 山下邦男 - 一橋大学教授。東京商科大卒
- 横川義雄 (経営学者)
- 和田徹三 - 詩人・英文学者

### 政治・行政・司法
- 大庭健三 - 元静岡県御殿場市市長
- 岡田春夫 - 元衆議院副議長、日本社会党所属
- 栗林徳一 - 元貴族院議員、元栗林商船社長
- 斎藤第六 - 元山形県鶴岡市市長
- 廣谷陸男 - 弁護士、元札幌弁護士会副会長
- 松橋忠光 - 元警視監（1950年）、退官後警察批判。東京商科大中退

### 経済
- 浅野義夫 - 浅野財閥役員
- 井上了介 - 秋田銀行頭取（1979～91年）・会長
- 岩澤正二 - 東洋工業会長（1980～84年）、住友銀行副頭取、東京商科大卒
- 君島興一 - 川崎汽船社長（1946～49年）
- 草野義一 - 日本軽金属社長（1946～61年）
- 香木正雄- 日本製粉社長（1985～89年）
- 古関周蔵 - 千代田火災海上保険会長（1959～69年）、東海銀行専務
- 五味彰 - 北海道拓殖銀行頭取（1977～83年）
- 佐々木周一 - 三井船舶社長（1945～46年）、日本船主協会会長
- 刺賀信雄 - 日本板硝子社長（1982～88年）、神戸商業大卒
- 佐藤純一郎 - 日本油脂社長（1965～67年）
- 白木小一郎 - 日興證券会長（1966～73年）、三菱銀行常務、東京商科大卒
- 進藤孝二 - 大阪商船三井船舶初代社長（1964～66年）
- 杉江猛 - 北海道中央バス社長（1971～77年）
- 鈴木茂 - 北海道拓殖銀行頭取（1983～89年）、JR北海道会長（1991～96年）。東京商科大卒
- 寿原九郎 - 北洋相互銀行（現・北洋銀行）初代社長、全国相互銀行協会会長
- 高桑義高 - サッポロビール社長（1983～89年）、東京商科大卒
- 高橋吉雄 - 品川燃料社長（1979～89年）
- 田上束稲 - 日魯漁業社長（1964～68年）
- 武内浩一郎 - 安田生命保険社長（1947～53年）
- 竹村吉右衛門 - 安田生命保険社長（1953～69年）、東京商科大卒
- 田中修吾 - 共栄火災海上保険社長（1973～77年）
- 手嶋恒二郎 - 千代田火災海上保険社長（1958～77年）
- 手取貞夫 - 北海製罐社長（1973～79年）
- 永島豊次郎 - 東洋インキ製造社長（1963～83年）
- 中田乙一 - 三菱地所社長（1969～80年）
- 野口正二郎 - 合同酒精社長（1967～88年）
- 末永俊治 - 昭和海運社長（1970～75年）
- 松本浩三 - 昭和産業社長（1956～71年）
- 湊静男 - 神鋼電機社長（1971～77年）
- 森武臣 - 富国生命保険社長（1953～71年）、東北帝大卒
- 森下弘 - 日本新薬社長（1946～87年）、京都商工会議所会頭、九州帝大卒
- 八木勇平 - 東急建設社長（1973～85年）
- 渡辺泰助 - 青森銀行頭取（1974～82年）

## 校史トピックス

### 小樽高商軍教事件
1925年（大正14年）10月15日に小樽高商で行われた軍事教練をきっかけとして起きた軍事教育反対事件。大地震が起こり、無政府主義者と「不逞鮮人」が扇動した暴動を高商学生隊と在郷軍人団が協力して鎮圧するという想定の教練に対して小樽の朝鮮人団体や労働組合は激しく反発、小樽高商生は「軍事教育を葬れ」との声明書を発表して全国の学生に奮起を促し、東京でも立大、早大、東大の三大学新聞が軍事教育反対の共同宣言を発表し、世論を動かすところとなった。

## 参考・関連文献
- 週刊朝日（編） 『青春風土記；旧制高校物語』第1巻、朝日新聞社、1978年
  - 中野雅就「小樽高等商業学校」を収録。
- 小樽高商史研究会 『小樽高商の人々』 小樽商科大学、2002年
- 橘木俊詔 『三商大 東京・大阪・神戸：日本のビジネス教育の源流』 岩波書店、2012年 ISBN 9784000230438
- 菊川忠雄 『学生社会運動史』 海口書店、1947年
- 夏堀正元 『小樽の反逆 小樽高商軍事教練事件』 岩波書店、1993年　ISBN 9784000002516

## 関連事項
- 旧制専門学校
- 学制改革